# Personalidade jurídica
Personalidade jurídica é a aptidão genérica para se adquirir direitos e deveres. Ideia ligada à de pessoa, é reconhecida atualmente a todo ser humano e independe da consciência ou vontade do indivíduo: recém-nascidos, loucos e doentes inconscientes possuem, todos, personalidade jurídica. Esta é, portanto, um atributo inseparável da pessoa, à qual o direito reconhece a possibilidade de ser titular de direitos e obrigações.
No Código Civil brasileiro, os primeiros artigos, intitulados "pessoas naturais", contêm o instituto da pessoa natural. 
Nem sempre a personalidade jurídica foi universalmente reconhecida a todos os seres humanos. No direito romano, o escravo era considerado coisa, desprovido da aptidão para adquirir direitos; se participasse de uma relação jurídica, fazia-o na qualidade de objeto, não de sujeito. A condição do escravo não foi muito diferente ao longo da história, enquanto persistiu aquele instituto.
No passado, alguns países previam o término da personalidade devido à "morte civil", que ocorria quando uma pessoa perdia a aptidão para adquirir direitos, por exemplo, ao tornar-se escravo (caso da capitis deminutio maxima romana) ou ao adotar uma profissão religiosa (na Idade Média).

## Natureza
Os doutrinadores não costumam considerar a personalidade jurídica como um direito em si, mas entendem que dela derivam direitos e obrigações. O patrimônio - conjunto das situações jurídicas individuais economicamente apreciáveis -, por exemplo, é uma projeção econômica da personalidade. Há também os chamados "direitos da personalidade", relativos ao indivíduo e somente a ele, como o seu nome, estado civil, condições familiares e a sua qualidade de cidadão.

## Começo e fim
Em geral, entende-se que a personalidade jurídica tem início com o nascimento com vida. A este binômio, alguns países acrescentam a exigência de que o nascido com vida seja viável (isto é, esteja apto a continuar a viver), ou que tenha "forma humana". A personalidade das pessoas jurídicas começa com a sua constituição, geralmente feita mediante registro junto às autoridades competentes.
A personalidade do indivíduo extingue-se com a morte. A das pessoas jurídicas, com a sua dissolução.